# さとうともみ
さとう ともみ（佐藤 ともみ、1981年12月16日 - ）は日本の女優・タレント。埼玉県出身。GMBプロダクションに所属していた。愛称はも〜みん、もみん等がある。

## 来歴・人物
埼玉県に生まれ高校生まで県内で過ごす。大学進学に伴い東京へ移る。高校は県内屈指の進学校と言う事もあって多感な時期にもかかわらず、恋愛等はご法度だったと言う。
趣味は料理や自作のパソコン作りである。秋葉原の夜の風景を好む。
幼い頃は声優を夢にしており新世紀エヴァンゲリオンの綾波レイ役などで有名な林原めぐみさんに強い憧れを抱いている。
好きな食べ物は納豆やカルピス。一方、蕎麦を食べるとアレルギー反応を示す為、食べる事が出来ない。ただ、蕎麦屋として有名な名代富士蕎麦に入って食事をした事はある（当然、その際はうどんを食べた）。
ゲーム番組のMCやゲーム関連のレポーターを務めるだけあって、ゲームソフトを数日でクリアしたり一度クリアしたソフトをコンプリートさせる為にやり直す所をブログに掲載している。ただ、本人曰くマリオシリーズ以外はあまり得意ではないらしい。将来的にネットラジオ局を開設してMCをやりたいと考えている。また、チェブラーシカの大ファンでもある。

## も〜みんの由来
愛称であるも〜みんや挨拶語のグッドモーミング!の語源は関西のテレビ局毎日放送（MBS）の番組を共にしたディレクターによって考え出された。本人も相当気に入っているようで、オンラインゲームゴゴ市ではアイテムにもなった。
森の妖精ムーミンと言うと怒る。

### ゴゴシャンTV－MC
日本に存在したオンラインゲームの一種であるゴゴ市と連動する形で、毎週火曜日の午後8時30分から30分枠で放送していた。数多くの芸能活動の中でゴゴシャンTVのMCはその代表例である。2007年3月27日の放送をもって終了した。

## ブログ
現在はあまり更新されていないが、一時は月に160記事以上を更新する程であった。書かれる内容は番組直前の様子であったり、私生活の一コマが中心である。本人曰く「忘れ行く記憶を留めて置きたい」との理由からである。

## 愛犬
実家にてスムースコート・チワワ（♂）を飼っており、名前は「ぽー」である。ただ、顔つきや筋肉のつき方がチワワ離れしており、専ら「カールおじさん」と呼ばれている。ブログ等から相当の愛情を持って接している事が分かる。

## 出演

### テレビ番組
- FUZZ(毎日放送)VJ
- グラビアの美少女(MONDO21)
- cawaiiアイドル
- まるはぎ! (テレビ東京）
- 眞鍋かをりのブログッズ(BS日テレ)
- 女子アナ水着ニュース（MONDO21）

### インターネットTV
- ゴゴシャンTV（2007年3月放送終了）
- ゴゴショッププレミア(2007年3月放送終了)
- ゲッチャTV(MCやゲストとして出演)

### コマーシャル
- ロリエスーパーガード
- JICA青年国際事業団
- ファイザー製薬(電車内広告・駅内広告)

### 出演DVD
- 「さとうともみ／モーミン」(販売元：BM.3)

## 関連人物
- 葉里真央 - 友人。「もみ様」と呼んでいる。
- 長尾麻由 - 友人。